# 편극률
원자물리학에서 편극률(偏極率, 영어: polarizability) 또는 분극률(分極率)은 단위 외부 전기장에 의해 주어진 입자에 발생하는 전기 쌍극자 모멘트이다. 즉, 입자의 전자 구름이 외부의 전기장에 의해서 보통 모양과 달라지는 상대적인 경향성이다.

## 정의
어떤 입자가 외부 전기장 {\displaystyle \mathbf {E} =E{\hat {\mathbf {z} }}}에 대하여 유도 전기 쌍극자 모멘트 {\displaystyle \mathbf {p} =p{\hat {\mathbf {z} }}}를 가진다고 하자. 그렇다면 입자의 편극률은 다음과 같다.
{\displaystyle \alpha =p/E}
극갈림율의 국제 단위는 쿨롱 제곱미터 매 볼트(C · m2/V)이다.
편극 부피(polarization volume) {\displaystyle V}는 다음과 같다.
{\displaystyle V=\alpha /4\mathrm {\pi } \epsilon _{0}}.
편극 부피는 부피의 단위를 가진다. 극갈림율 자체보다 극갈림 부피의 단위가 더 다루기 편하므로, 보통 편극률을 세제곱 센티미터(cm3) 내지는 세제곱 옹스트롬 (Å3), 세제곱 펨토미터 (fm3) 따위로 표기한다.

## 같이 보기
- 유전체 (물리학)
- 전기 감수율
- 편극 밀도